# 유성 (십국)
유성(劉晟, 920년 ~ 958년 9월 18일(음력 8월 3일))은 오대십국 시대의 남한의 제3대 황제(재위：943년 ~ 958년). 초명은 유홍희(劉弘熙)이다. 묘호는 중종(中宗)이고, 시호는 문무광성명효황제(文武光聖明孝皇帝)이다.

## 생애
920년, 남한의 초대 황제 유엄의 둘째 아들로 태어났다. 942년에 아버지가 사망하고 형 유분(劉玢)이 뒤를 이었지만, 음탕하고 잔학한 일을 많이 행하여 사람들이 싫어하였다. 943년, 유성은 동생 창(昌)과 함께 모의하여 유분을 죽이고 황위를 빼앗아, 제3대 황제로 즉위하였으며, 연호를 응건(應乾)으로 고쳤다. 같은해 겨울에 남교(南郊)에서 하늘에 제사를 지내고, 다시 연호를 건화(乾和)로 바꾸었다. 이때 신하들이 '대성문무대명지효대광효황제(大聖文武大明至道大光孝皇帝)'라는 존호를 바쳤다.
유성은 성격이 거칠었다고 하며, 즉위 후에는 공신들과 형제들을 대거 처형하여 몇 년이 지나 종친 일족이 남아나지 않게 되었다. 958년에 병으로 사망하였다. 향년 39세. 장남 유창(劉鋹, 유계흥(劉繼興))이 뒤를 이었다.

## 가족 관계

### 후비
| 봉호       | 시호 | 이름(성씨) | 별칭       | 생몰년도 | 비고 |
| ---------- | ---- | ---------- | ---------- | -------- | ---- |
| 여희(麗姬) |      | 이씨(李氏) | 여비(麗妃) |          |      |
| 섬비(蟾妃) |      | 이씨(李氏) |            |          |      |

### 황자
| - | 봉호       | 시호 | 이름                      | 생몰년도      | 생모 | 별칭       | 비고                   |
| - | ---------- | ---- | ------------------------- | ------------- | ---- | ---------- | ---------------------- |
| 1 | 위왕(衛王) |      | 유계흥(劉繼興) 유창(劉鋹) | 942년 ~ 980년 |      |            | 제4대 황제 후주(後主). |
| 2 | 계왕(桂王) |      | 유선흥(劉璇興)            | ? ~ 960년     |      |            |                        |
| 3 | 형왕(荆王) |      | 유경흥(劉慶興)            |               |      |            |                        |
| 4 | 정왕(禎王) |      | 유보흥(劉保興)            |               |      |            |                        |
| 5 | 매왕(梅王) |      | 유숭흥(劉崇興)            |               |      | 정왕(定王) |                        |

## 참고 문헌
- 《구오대사》 권135, 참위열전, 유성전
- 《신오대사》 권65, 남한세가, 유성

| 전 임 유분 | 제3대 남한의 황제 943년 ~ 958년 | 후 임 유창 |